# Semiramide riconosciuta (Händel)
Semiramide riconosciuta oder Semiramis, dt. Die wiedererkannte Semiramis (HWV A8) ist ein Dramma per musica in drei Akten. Das auf Leonardo Vincis gleichnamiger Oper basierende Stück ist eine Bearbeitung Georg Friedrich Händels und das erste Pasticcio von dreien in der Saison 1733/34 am Londoner Theater am Haymarket.

## Entstehung
Weniger als einen Monat nach der letzten Vorstellung des Orlando am 5. Mai 1733 schied der berühmte Kastrat Senesino aus Händels Ensemble aus, nachdem er schon mindestens seit Januar mit einer in Planung befindlichen konkurrierenden Operntruppe, die am 15. Juni 1733 gegründet und bald als Opera of the Nobility („Adelsoper“) bekannt wurde, über einen Vertrag verhandelt hatte. In identischen Pressemitteilungen des The Bee und des The Craftsman vom 2. Juni heißt es:

“We are credibly inform’d that one Day last Week Mr. H–d–l, Director-General of the Opera-House, sent a Message to Signior Senesino, the famous Italian Singer, acquainting Him that He had no farther Occasion for his Service; and that Senesino reply’d the next Day by a Letter, containing a full Resignation of all his Parts in the Opera, which He had perform’d for many Years with great Applause.”

„Wie wir aus sicherer Quelle erfahren, hat Herr Händel, der Generaldirektor des Opernhauses, dem berühmten italienischen Sänger Signor Senesino letzte Woche eine Nachricht zukommen lassen, in der er ihm mitteilt, dass er keine weitere Verwendung für seine Dienste hat; und dass Senesino am nächsten Tag brieflich antwortete, dass er alle seine Rollen in der Oper abgibt, welche er seit vielen Jahren mit großem Beifall gegeben hatte.“

Senesino schlossen sich fast alle anderen Sänger Händels an: Antonio Montagnana, Francesca Bertolli und die Celestina. Nur die Sopranistin Anna Maria Strada del Pò hielt Händel die Treue. Nachdem er von einer erfolgreichen Konzertreihe im Juli 1733 aus Oxford zurückgekehrt war, schrieb Händel eine neue Oper, Arianna in Creta, für die kommende Saison und bereitete gleich drei Pasticci mit Musik der „moderneren“ Komponisten Vinci und Hasse vor, vielleicht, um die konkurrierende Adelsoper und ihren musikalischen Chef Porpora mit den eigenen Waffen zu schlagen.
Indes wartete London gespannt auf die neue Opernsaison, wie Antoine-François Prévost d’Exiles, Autor des berühmten Romans Manon Lescaut, in seiner Wochenschrift Le Pour et le Contre (Das Für und Wider) schreibt:

« L’Hiver (c) approche. On scait déja que Senesino brouill’re irréconciliablement avec M. Handel, a formé un schisme dans la Troupe, et qu’il a loué un Théâtre séparé pour lui et pour ses partisans. Les Adversaires ont fait venir les meilleures voix d’Italie; ils se flattent de se soûtenir malgré ses efforts et ceux de sa cabale. Jusqu’à présent ìes Seigneurs Anglois sont partagez. La victoire balancera longtems s’ils ont assez de constance pour l’être toûjours; mais on s’attend que les premiéres représentations décideront la quereile, parce que le meilleur des deux Théâtres ne manquera pas de reussir aussi-tôt tous les suffrages. »

„Der Winter steht vor der Tür. Es ist dem Leser bereits bekannt, dass es zwischen Senesino und Händel zum endgültigen Bruch gekommen ist, und dass ersterer eine Spaltung der Truppe auslöste und ein eigenes Theater für sich und seine Anhänger pachtete. Seine Gegner holten sich die besten Stimmen aus Italien; sie besitzen genug Stolz, um trotz der Machenschaften Senesinos und seiner Clique weitermachen zu wollen. Der englische Adel ist momentan in zwei Lager gespalten; es wird noch lange keine der beiden Parteien siegen, wenn alle entschlossen an ihrer Meinung festhalten. Doch man rechnet damit, dass die ersten Vorstellungen dem Streit ein Ende bereiten werden, denn das bessere der beiden Theater wird unweigerlich die Unterstützung aller auf sich ziehen.“

Händel und Heidegger stellten eilig eine neue Truppe und ein neues Repertoire zusammen. Margherita Durastanti, inzwischen Mezzosopranistin, über drei Jahrzehnte zuvor in Italien Händels Primadonna, in den frühen 1720er Jahren – vor der großen Zeit der Francesca Cuzzoni und Faustina Bordoni – die Hauptstütze der Royal Academy of Music, kehrte aus Italien zurück, obgleich sie ihren letzten Auftritt der Saison am 17. März 1724 mit den gesungenen Zeilen einer englischen Kantate abgeschlossen hatte:

“But let old Charmers yield to new, Happy Soil, adieu, adieu.”

„Doch lasst alte Zauberer den neuen weichen, leb wohl, leb wohl, du glücklicher Boden!“

Durch den fast kompletten Wechsel seines Ensembles, verblieb Händel für die Vorbereitung der neuen Spielzeit sehr wenig Zeit. Dazu kamen noch die Oratorienaufführungen in Oxford, die ihn den Juli über beschäftigten. Es ist anzunehmen, dass er die neue Spielzeit schon zeitiger geplant hatte, ohne etwas von der Kündigung seiner Sänger zu ahnen, denn der Fünf-Jahres-Vertrag, den er mit Heidegger im Jahre 1729 abgeschlossen hatte, lief ja noch, wenn auch in seinem letzten Jahr. Möglicherweise war das Pasticcio Semiramide schon fertig, denn er hatte in den letzten Jahren immer ein Pasticcio pro Spielzeit herausgebracht. Doch nun forderte die neue Situation, dass Händel mehr Opern produzieren musste, als er es in den letzten Jahren getan hatte. So entstanden sicher die beiden anderen Pasticci der Saison, Caio Fabbricio und Arbace. Es ist anzunehmen, dass die Partituren der beiden sehr beliebten Opern von Hasse und Vinci in London zur Verfügung standen.
Zu Beginn der Spielzeit hatte Händel seine neue Sängerriege komplett. Zwei neue Kastraten, Carlo Scalzi und Giovanni Carestini, waren engagiert worden, und so konnte Händel am 30. Oktober, dem Geburtstag von König George (ein Tag, der üblicherweise mit einem fürstlichen Ball im St James’s Palace begangen wurde), mit Semiramide riconosciuta die Spielzeit eröffnen: zwei Monate vor seinen Konkurrenten, obwohl er neue Sänger hatte, die Adelsoper dagegen seine alte Truppe. Diesmal aber beschloss der gesamte Hofstaat, die Oper zu besuchen, selbst der Prince of Wales war anwesend, obwohl er sonst unverhohlen die Adelsoper unterstützte. Ein erster taktischer Sieg also für Händel. Doch der zweite Abend verlief weniger günstig, wie wir von Lady Bristol erfahren, die an ihren Gatten schrieb:

“I am just come home from a dull empty opera, tho’ the second time; the first was full to hear the new man, who I can find out to be an extream good Singer; the rest are all scrubbs except old Durastante, that sings as well as ever she did.”

„Ich bin soeben von einer langweiligen, leeren Oper nach Hause zurückgekehrt, und das obwohl dies erst die zweite Aufführung war. Die erste war ausverkauft, da alle den neuen Mann [Carestini] hören wollten, den ich als extrem guten Sänger bezeichnen kann; der Rest sind alles Nieten, abgesehen von der guten alten Durastante, die so gut singt, wie sie es immer tat.“

Es ist unklar, ob Lady Bristol meinte, Semiramide sei künstlerisch langweilig – obwohl Händel ja durch die Auswahl der Arien versuchte, den aktuellen Geschmack zu treffen –, oder ob ihr eine interessante Unterhaltung mit anderen Zuschauern fehlte.
Besetzung der Uraufführung
- Semiramide – Margherita Durastanti (Mezzosopran)
- Tamiri – Anna Maria Strada del Pó (Sopran)
- Scitalce – Giovanni Carestini, genannt „Il Cusanino“ (Mezzosoprankastrat)
- Mirteo – Carlo Scalzi, genannt „Il Cichione“ (Soprankastrat)
- Ircano – Maria Caterina Negri (Alt)
- Sibari – Maria Rosa Negri (Mezzosopran)

Es stellt sich die Frage, warum Händel so viele Opern anderer Komponisten statt seiner eigenen auf die Bühne brachte. Nach der Eröffnung der Spielzeit mit Semiramide gab es eine Wiederaufnahme seines Ottone (13. November) und Hasses Caio Fabbricio (4. Dezember). Aber seine Antwort auf Porporas Arianna in Nasso (1. Januar 1734) bei der Adelsoper, war nicht seine eigene Arianna – obwohl diese längst abgeschlossen war –, sondern Vincis Arbace am 5. Januar. Er wollte Porporas neuer Musik und dem aktuellen Geschmack der Adelsoper bewusst nicht seine, sondern die moderne, von der Melodie dominierte und weniger kontrapunktische Schreibweise des „gegnerischen“ Lagers, noch dazu deren populärste Gesänge der vergangenen Jahre, entgegensetzen. Doch Händels Berechnung scheint in diesem Punkt nicht ganz aufgegangen zu sein, denn nur Arbace – unter dem originalen Titel Artaserse war es bald der beliebteste Opernstoff Italiens –, hatte mit acht Vorstellungen einen gewissen Eindruck gemacht, Semiramide und Caio kamen hingegen auf nur je vier Aufführungen. Die Hoffnungen, die Konkurrenz mit deren eigenen Waffen in Schach halten zu können, wurden also enttäuscht. Händels Anhänger waren auf dessen Kompositionen fixiert, während diejenigen, die er mit der Musik der neuen Italiener zu gewinnen hoffte, nicht zuletzt aus Loyalität zur Konkurrenz fernblieben.
Die erste Wiederaufführung des Händel‘schen Pasticcios, auch in Originalsprache und historischer Aufführungspraxis gab es am 23. September 2013 in der Wiener Kammeroper mit dem Bach Consort Wien und unter der musikalischen Leitung von Alan Curtis.

## Libretto und Handlung
Der komplexe Stoff geht zurück auf einige venezianische Opern des siebzehnten Jahrhunderts. Das Libretto Semiramide riconosciuta ist das sechste Werk Pietro Metastasios, des späteren kaiserlichen Hofdichters Karls VI. Es ist das zweite von vier Opernlibretti, welches dieser für das Teatro delle Dame in Rom schrieb, bevor er nach Wien ging. Die anderen sind Catone in Utica (1728), Alessandro nell’Indie (1729) und Artaserse (1730). Alle vier Opern wurden erstmals von Leonardo Vinci vertont. Semiramide wurde mit dessen Musik in der Karnevalssaison am 6. Januar 1729 uraufgeführt und Metastasio erlaubte Nicola Porpora noch im gleichen Jahr, das Libretto ebenfalls zu vertonen, und so kam die Oper am 26. Dezember 1729 am Teatro San Giovanni Crisostomo auch in Venedig heraus.

## Musik
Von allen von Händel arrangierten Pasticci hat Semiramide die geringste Übereinstimmung mit der musikalischen Vorlage, auf der es basiert. Dies liegt größtenteils daran, dass Händel diesmal keine vollständige Partitur der Oper von Vinci vorlag, sondern eine Sammlung von Arien, der die Instrumentalstücke, Chöre, Rezitative und darüber hinaus zwei Arien, welche direkt in ein Rezitativ münden, fehlten. Auf Wunsch der Sänger wurden zudem auch noch die meisten Arien der Vorlage zugunsten solcher von Francesco Corselli, Francesco Feo, Johann Adolf Hasse, Leonardo Leo, Giovanni Porta, Domenico Sarro und aus anderen Opern Vincis über Bord geworfen. Neben einer Reduzierung der Arien-Anzahl wurden diese selbst auch durch Striche innerhalb des musikalischen Verlaufs gekürzt.
Die Hauptrolle in Semiramide wurde nicht von der Strada, sondern von Margherita Durastanti gesungen, vermutlich, weil der herrische Charakter dieser Rolle, die über weite Strecken als Mann verkleidet ist, besonders gut zu letzterer passte. In der letzten Szene baute Händel wieder einen „Last Song“ Un‘ aura placida (Nr. 27) von Porta ein, diesmal für den Primo Uomo Giovanni Carestini. Dieser, der eine Rolle übernahm, die Vinci für einen Tenor entworfen hatte, sang nur Arien aus seinem eigenen Repertoire, während die Strada wohl alle originalen Arien inakzeptabel fand, abgesehen von einer, die Vinci für den jungen Kastraten Pietro Morigi geschrieben hatte. Obwohl Vinci die Rolle des Mirteo für Scalzi komponiert hatte, musste Händel seine Arien transponieren und in einem Fall sogar durch eine andere ersetzen, weil sich dessen Tessitur seit 1729 deutlich gesenkt hatte. Seine Arien wurden sich zuerst um einen Ton nach unten gesetzt, dann um eine kleine Terz, und schließlich in einem dritten Schritt um eine große Terz.
Als die Rolle des Ircano noch für den Bassisten Gustav Waltz vorgesehen war, der dann in letzter Minute ausschied, ging Händel den ungewöhnlichen Schritt und komponierte seine Arie Saper bramate (Nr. 14) völlig um. Rau, anmaßend und ziemlich absurd war die Rolle des Ircano von Metastasio und Vinci für den Kastraten Gaetano Berenstadt, bekannt für sein stürmisches Wesen, vormals konzipiert worden. Händel überarbeitete nun diese Arie, in der sich Ircano weigert, sich allen anderen zu erklären, vermutlich auch, um die Beiträge Waltz‘ ins Komische zu lenken. In erster Linie war dieses Umschreiben jedoch nötig, um die Oktavtransposition vom Alt- ins Bassregister schlüssig umzusetzen. So sehen wir ein Beispiel, dass eine einfache Versetzung der Gesangsstimme um eine Oktave nach unten (wie es an unseren heutigen Opernhäusern mit den Kastratenrollen häufig geschieht), für Händel künstlerisch keine Lösung war. An vielen Stellen änderte er hier den Basso continuo und versetzte die erste Geigenstimme eine Oktave nach unten. Die zweiten verlassen in den Gesangspassagen ihre ursprüngliche Stimme und spielen unisono mit den ersten Violinen. Die Bratschen konnten nun in der neuen Version, wenn der Sänger einsetzte, nicht mehr „al'ottava col Basso“ (in der Oktave mit dem Basso continuo) weiterspielen, und wurden dann einfach weggelassen. Über diese notwendigen Anpassungen hinaus, ging Händel aber viel weiter: Oft veränderte er die Kontur der Melodie und des Continuo, nicht einfach um die zweiteilige Struktur, sondern auch, um die motivische Einheit zu erhalten und ersetzte zwei große Abschnitte, welche bei Vinci motivisch eigenständig sind, durch die Wiederholung von Passagen. Er verbesserte strukturell den Kontrast zwischen der ersten und zweiten Zeile des Textes, was Vinci noch dem Sänger überlassen hatte, durch die Übertragung einer kontrastierenden Unisono-Gruppe auch in den zweiten Teil. Eine zusätzliche Fermate und die Wiederholung der letzten Worte, gefolgt von einem Ritornell zeigen, dass dem Sänger hier die Möglichkeit gegeben werden sollte, eine Kadenz anzubringen, was bei Vinci nicht möglich war. Das Schlussritornell, welches ganz neu ist, bringt eine Piano-Passage, welche bemerkenswerterweise Vincis ganze Konzeption der Arie musikalisch in Frage stellt: chromatische Harmonien, wiederhole Pedaltöne und übergebundene punktierte Viertel gehören in die Welt der Siciliano-Arie, wie wir sie von vielen anderen Stellen bei Händel kennen. Auch der Mittelteil ist sehr nahe an den Siciliani seiner eigenen Werke. Hier ist er am weitesten von der Vorlage entfernt. Offenbar hatte er zunächst schlicht die Absicht, eine Transposition der Arie zu schreiben, doch je weiter er sich darin vertiefte, desto mehr kam seine eigene Persönlichkeit zutage und war es für ihn bequemer, neu zu komponieren, als ein stimmiges Arrangement der Musik eines Anderen zu machen.
Leider ist eine weitere Arie, die für Waltz im dritten Akt bestimmt war, verloren. Man vermutete zunächst, Waltz sei erkrankt gewesen. Eine wahrscheinlichere Erklärung ist, dass Händel seinen Bassisten mit Johann Friedrich Lampe vom Drury Lane Theatre teilen musste, und dieser gerade an einer Wiederaufnahme seiner Burleske The Opera of Operas or Tom Thumb the Great arbeitete, die am 7. November mit Waltz in der Hauptrolle als Grizzle Premiere haben sollte. So mussten die Pläne für die Partie des Ircano dahingehend geändert werden, dass die ursprüngliche Altlage der Partie beibehalten und diese mit einer Sängerin, Maria Caterina Negri, besetzt werden konnte. Auch deren ursprüngliche Partie (Sibari) musste nun erneut für ihre Schwester Rosa bearbeitet werden.
Eine der Arien, die Maria Caterina Negri mitbrachte, als sie die Rolle übernahm, war aus Hasses Cajo Fabricio (Rom 1732), aber das scheint eine private Kopie der Negri gewesen zu sein und stammte nicht aus der Partitur der Hasse-Oper von Charles Jennens, welche Händel dann ein paar Wochen später benutzte, um sein Pasticcio Caio Fabbricio vorzubereiten. In Sibaris Arie Pensa ad amare (Nr. 6) fügte Händel in der Direktionspartitur, heute in der Staats- und Universitätsbibliothek Hamburg, einen Violinenpart zur Gesangsstimme hinzu. Kein Zweifel, dass die von Rosa Negri mitgebrachte Kopie dieser Arie unvollständig war.
Anstelle der fehlenden Ouvertüre verwendet Händel die zu Vincis Artaserse (Rom 1730), einer Oper, die er später als Grundlage seines Pasticcios Arbace nutzen würde. In der zweiten Szene des zweiten Aktes gibt es in Vincis Vorlage einen Chor und ein Ballett, die im Rezitativ durch die Worte ognuno la mensa onori, e intanto misto risuoni ein liete danze il canto eingeführt werden. Händel korrigierte dies in perfektem Italienisch: ... e intanto sciolga ognuno la lingua in dolce canto, was es möglich machte, das Ballett wegzulassen. Dann erwies sich jedoch auch der Chor als zu viel und dessen Strich wurde möglich durch die Beendigung des Rezitativs mit den Worten ... la mensa onori. Anstelle des Chores setzte er eine kurze Sinfonia, die schon für sein Pasticcio Venceslao (1731) gedient hatte, so dass alles, was von Metastasios und Vincis großer Bankett-Szene übrig blieb, dieses unprätentiöse Instrumentalstück war, was nach Meinung der einen (z. B. Strohm) eine Komposition Händels, aber nach anderer Meinung (z. B. Roberts) keinesfalls sein Stück ist. Der Schlusschor, zu dem Metastasios Text nicht so recht passen will, konnte ebenso nicht identifiziert werden. Im kurzen Chor zuvor in der gleichen Szene, welcher Semiramide als Königin bejubelt, und der später das achttaktige Ritornell des Schlusschores bildet, gestaltet Händel die Bassstimme später um, sodass sie von einem Tenor (Rochetti?) anstatt eines Basses (Waltz) gesungen werden konnte.
Beim Schreiben der neuen Rezitative orientierte sich Händel sehr am dramatisch-kraftvollen Text Metastasios, wie in der Eröffnungsszene, die sich vollständig im Rezitativ entfaltet, und der Konfrontation zwischen Semiramide und Scitalce am Ende des zweiten Aktes. Sie sind so fein gezeichnet, wie selten in den Rezitativen seiner eigenen Opern. Neuartig ist auch in der letzten Szene, dass Mirteo Sibaris entscheidenden Brief ganz ohne Begleitung vorliest, nur gelegentlich von Akkorden kommentiert.

## Händel und das Pasticcio
Das Pasticcio war für Händel eine Quelle, von der er in dieser Zeit, da ihn die Konkurrenz-Situation mit der Adelsoper unter Druck setzte, häufiger Gebrauch machte. Sie waren weder in London noch auf dem Kontinent etwas Neues, aber Händel hatte in den Jahren zuvor bisher nur eines, L’Elpidia, ovvero Li rivali generosi im Jahre 1724 herausgebracht. Jetzt lieferte er innerhalb von fünf Jahren gleich sieben mehr: Ormisda 1729/30, Venceslao 1730/31, Lucio Papirio dittatore im Jahre 1731/32, Catone 1732/33, und nun nicht weniger als drei, Semiramide riconosciuta, Caio Fabbricio und Arbace 1733/34.
Händels Arbeitsweise bei der Konstruktion der Pasticci war sehr verschieden, alle Stoffe aber basieren auf in den europäischen Opernmetropolen vertrauten Libretti von Zeno oder Metastasio, denen sich viele zeitgenössische Komponisten angenommen hatten – vor allem Leonardo Vinci, Johann Adolph Hasse, Nicola Porpora, Leonardo Leo, Giuseppe Orlandini und Geminiano Giacomelli. Händel komponierte die Rezitative oder bearbeitete bereits vorhandene aus der gewählten Vorlage. Sehr selten schrieb er eine Arie um, in der Regel, um sie einer anderen Stimmlage und Tessitur anzupassen. Wo es möglich war, bezog er das Repertoire des betreffenden Sängers in die Auswahl der Arien mit ein. Meist mussten die Arien, wenn sie von einem Zusammenhang in den anderen transferiert oder von einem Sänger auf den anderen übertragen wurden, transponiert werden. Auch bekamen diese mittels des Parodieverfahrens einen neuen Text. Das Ergebnis musste durchaus nicht immer sinnvoll sein, denn es ging mehr darum, die Sänger glänzen zu lassen, als ein stimmiges Drama zu produzieren. Abgesehen von Ormisda und Elpidia, die die einzigen waren, welche Wiederaufnahmen erlebten, waren Händels Pasticci nicht besonders erfolgreich, aber wie auch Wiederaufnahmen, erforderten sie weniger Arbeit als das Komponieren und Einstudieren neuer Werke und konnten gut als Lückenbüßer oder Saisonstart verwendet werden oder einspringen, wenn eine neue Oper, wie es bei Partenope im Februar 1730 und Ezio im Januar 1732 der Fall war, ein Misserfolg war.
Händel Pasticci haben ein wichtiges gemeinsames Merkmal: Die Quellen waren allesamt zeitgenössische und populäre Stoffe, welche in jüngster Vergangenheit von vielen Komponisten, die im „modernen“ neapolitanischen Stil setzten, vertont worden waren. Er hatte diesen mit der Elpidia von Vinci in London eingeführt und später verschmolz dieser Stil mit seiner eigenen kontrapunktischen Arbeitsweise zu jener einzigartigen Mischung, welche seine späteren Opern durchdringen.

## Orchester
Zwei Oboen, zwei Hörner, zwei Trompeten, Pauken, Streicher, Basso continuo (Violoncello, Laute, Cembalo).